# 中華人民共和国外交部長
中華人民共和国外交部長（ちゅうかじんみんきょうわこくがいこうぶちょう、簡体字：中华人民共和国外交部长、繁体字：中華人民共和國外交部長、英語：Minister of Foreign Affairs of the People's Republic of China）は、中華人民共和国外交部の長たる官職。報道等では、外相とも表記される。
国務院総理（首相）の推薦に基づき全国人民代表大会が外交部長を選定する。

## 歴代外交部長
1. 周恩来 1949年10月 - 1958年2月[3]
2. 陳毅 1958年2月 - 1972年1月[4]
3. 姫鵬飛 1972年1月 - 1974年11月
4. 喬冠華 1974年11月 - 1976年12月
5. 黄華 1976年12月 - 1982年11月
6. 呉学謙 1982年11月 - 1988年4月
7. 銭其琛 1988年4月 - 1998年3月
8. 唐家璇 1998年3月 - 2003年3月
9. 李肇星 2003年3月 - 2007年4月
10. 楊潔篪 2007年4月 - 2013年3月
11. 王毅 2013年3月 - 2022年12月
12. 秦剛 2022年12月 - 2023年7月
13. 王毅 2023年7月 - 現職